# Nyctonympha affinis
Nyctonympha affinis är en skalbaggsart som beskrevs av Martins och Maria Helena M. Galileo 2008. Nyctonympha affinis ingår i släktet Nyctonympha och familjen långhorningar. Inga underarter finns listade i Catalogue of Life.